# Олістостроми
Олістостроми, олістоліти — хаотично нагромаджені скупчення перевідкладених невідсортованих уламків різних гірських порід, зцементованих тонкозернистою глинисто-алевритовою масою; виникають внаслідок зсувних і обвальних процесів у підводних умовах, а також за рахунок винесення грубоуламкового матеріалу мулистими потоками поблизу дна. За складом олістостроми дуже неоднорідні, в них зустрічаються блоки і брили різних розмірів з порід різного віку. Найбільша товщина олістостромів сягає близько 2 кілометрів. Наявні нагромадження олістостромів в Альпах, Марокко, Туреччині, також на Корсиці тощо.
Олістоплак — дуже велика пластина твердих порід, що сповзла в складі олістостроми (великий плоский олістоліт, розмірами до перших десятків кілометрів).

## Генезис
Утворення пов'язане з активними тектонічними рухами, які викликають відривання крупних блоків порід із наступним їхнім ковзанням по схилах і дну басейна.